# Syrrusis monticola
Syrrusis monticola är en fjärilsart som beskrevs av Pierre E.L. Viette 1960. Syrrusis monticola ingår i släktet Syrrusis och familjen nattflyn. Inga underarter finns listade i Catalogue of Life.